# (10358) Kirchhoff
(10358) Kirchhoff (1993 TH32) – planetoida z pasa głównego asteroid okrążająca Słońce w ciągu 3,69 lat w średniej odległości 2,38 j.a. Odkryta 9 października 1993 roku.